# Autoestrada do Nordeste
A Auto-estrada do Nordeste (Autopista del Nordeste) ou AP-2 é uma auto-estrada espanhola que constitui um prolongamento da A-2 que estende entre Alfajarín e El Vendrell. Começa o lanço 340 da A-2 e acaba com a AP-7. O troço entre Zaragoza e Alfajarín é formada em parte desta auto-estrada e estava isento de portagens, pelo que com a alteração da denominação de auto-estrada e via rápida de 2003 terá passado a formar parte da A-2. A auto-estrada construiu-se entre 1974 e 1979 e consttui um corredor importante entre Madrid e o País Basco com a Catalunha. Antes da alteração da denominação de via rápida e auto-estrada se chamava A-2.

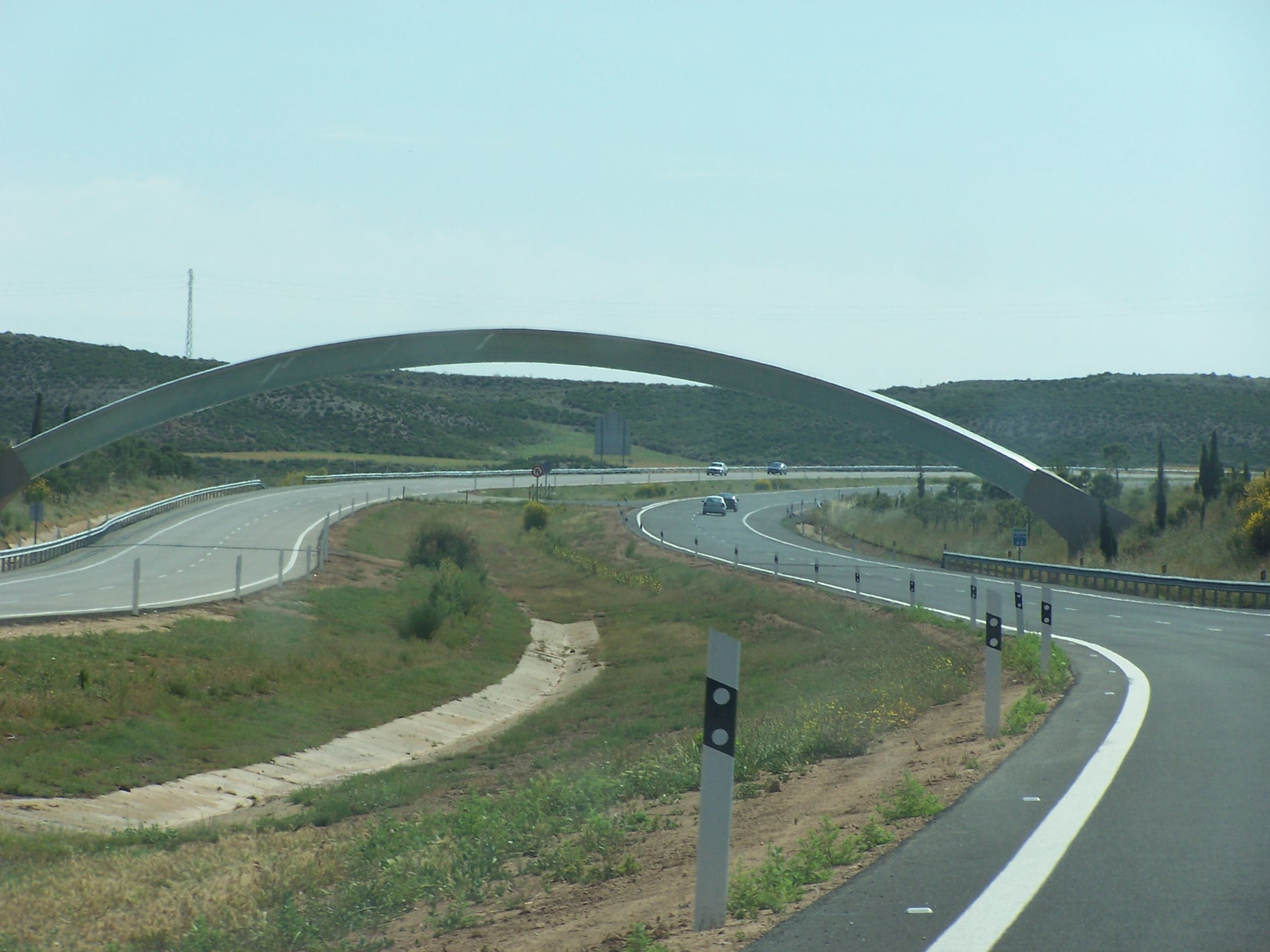
O Arco de Meridiano de Greenwich.